# Silala
Der Silala oder Río Silala ist ein Fluss, der durch Bolivien und Chile fließt und in den Río San Pedro de Inacaliri mündet.
Der Silala entspringt auf dem bolivianischen Altiplano im Kanton Quetena in der Provinz Sur Lípez im Departamento Potosí, sechs bis sieben Kilometer nordwestlich des Cerro Silala (5685 m). Das Wasser des Silala fließt in westlicher Richtung und bildet dann auf chilenischem Territorium ausgeprägte Wasserläufe. Er mündet in den Río San Pedro de Inacaliri, der zum System des Río Loa gehört.

## Disput um Nutzungsrechte
Das Wasser des Silala wird seit mehr als einhundert Jahren von der chilenischen Industrie genutzt. Nachdem Bolivien nach dem Salpeterkrieg (spanisch: Guerra del Pacífico) von 1879 seinen Zugang zum Pazifischen Ozean verloren hatte, gab es über Jahrzehnte hinweg Gespräche zur Nutzung des Wassers des Silala, bei denen die bolivianische Seite immer wieder die Meinung vertrat, dass der Silala kein internationales Gewässer sei, sondern dass das Wasser des Silala durch künstlich angelegte Kanalisierungsmaßnahmen auf chilenisches Staatsgebiet umgeleitet worden sei. Chile argumentiert auf der anderen Seite, dass im Jahr 1904 zwischen den beiden Ländern ein Grenzvertrag unterzeichnet worden sei, der den Silala als internationalen Fluss definiert habe.
Im Jahr 2006 unterschrieben beide Länder ein 13-Punkte-Programm, um die bilateralen Beziehungen auf eine neue Basis zu stellen. Dazu gehörte auch, dass sich in einer Ende 2009 unterzeichneten Vereinbarung die chilenische Regierung verpflichtete, an Bolivien täglich 15.000 US-Dollar für die Nutzung des Wassers aus dem Silala zu zahlen. In Studien bis 2013 sollte die tatsächliche Wassermenge der Fluss ermittelt und die reale Höhe der Ausgleichszahlungen festgelegt werden. Das Abkommen scheiterte jedoch, weil Bolivien die Begleichung einer historischen Schuld seit Beginn des vorigen Jahrhunderts einforderte, die Chile nicht anerkennt. Erneute bilaterale Verhandlungen über die Nutzung des Silala im Juli 2015 wurden aufgrund derselben Meinungsverschiedenheit wieder abgebrochen. Nachdem der damalige bolivianische Präsident Evo Morales im März 2016 angekündigt hatte, gegen Chile ein Klageverfahren vor dem Internationalen Gerichtshof von Den Haag wegen nichterfolgter Entschädigungszahlungen anzustrengen, hat ihrerseits die chilenische Regierung nun Klage vor dem Internationalen Gerichtshof eingereicht, das Silala-Gewässer als internationalen Flusslauf anzuerkennen. Am 1. Dezember 2022 entschied der Internationale Gerichtshof, dass der Flusslauf international und aus dem Grund von beiden Ländern gleichberechtigt zu nutzen sei. Beide Parteien akzeptierten das Ergebnis.